# Walter Nuhn
Walter Nuhn (* 30. November 1928 auf Norderney; † 28. Mai 2021 in Wilhelmshaven) war ein deutscher Autor. Er wurde als Verfasser von Werken über die deutsche Kolonialgeschichte bekannt.
Walter Nuhn besuchte die Oberschule in Wilhelmshaven und Cuxhaven. Auf Grund seines Dienstes in der Wehrmacht und seiner anschließenden zweijährigen sowjetischen Kriegsgefangenschaft konnte er sein Abitur erst im Jahre 1950 ablegen. Von 1951 bis 1955 studierte er Evangelische Theologie und Anglistik in Hamburg, Kiel und Göttingen.
Ab 1957 war er als Dolmetscher und Übersetzer für die amerikanischen Streitkräfte und die Luftfahrtindustrie tätig, ab 1963 bei der Bundeswehr als Fachübersetzer im Sprachendienst und seit 1967 bei verschiedenen Kommandobehörden der Bundesmarine in Wilhelmshaven.
Nachdem schon sein Vater Marineoffizier gewesen war, wurde auch bei Walter Nuhn früh ein Interesse an der Marine- und Kolonialgeschichte geweckt. Er war Mitglied im Traditionsverband ehemaliger Schutz- und Überseetruppen und lebte in Wilhelmshaven.

## Werke
- Sturm über Südwest. Bernard & Graefe, Koblenz 1989 (der Hereroaufstand von 1904 im damaligen Deutsch-Südwestafrika, heute Namibia)
- Kamerun unter dem Kaiseradler. Geschichte der Erwerbung und Erschließung des ehemaligen deutschen Schutzgebietes Kamerun – Ein Beitrag zur deutschen Kolonialgeschichte, Wilhelm Herbst-Verlag, Wilhelmshaven 1995, ISBN 3-923925-65-4
- Flammen über Deutsch-Ostafrika. Bernard & Graefe, Koblenz 1998 (Der Maji-Maji-Aufstand)
- Feind überall: Guerillakrieg in Südwest. Bernard & Graefe, Koblenz 2000 (über den Namaaufstand von 1904 in Deutsch-Südwestafrika)
- Kolonialpolitik und Marine. Die Rolle der Kaiserlichen Marine bei der Gründung und Sicherung des deutschen Kolonialreiches, 1884 – 1914, Bernard & Graefe Verlag, Bonn 2002, ISBN 3-7637-6241-8
- Auf verlorenem Posten – Deutschsüdwestafrika im Ersten Weltkrieg. Selbstverlag, Wilhelmshaven 2008